# Dirk Jan de Geer
Dirk Jan de Geer (Groninga, 14 de diciembre de 1870-Soest, 28 de noviembre de 1960) fue un noble, abogado y político neerlandés. Se desempeñó como primer ministro de los Países Bajos de 1926 a 1929 y nuevamente de 1939 a 1940. Fue deshonrado por haber abogado por un tratado de paz entre los Países Bajos y la Alemania nazi en 1940, tras la ocupación de Francia por las Fuerzas del Eje, en el marco de la Segunda Guerra Mundial.

## Trayectoria
Después de recibir su doctorado en ley en 1895, trabajó como periodista. Entre 1901 y 1907 fue concejal de Róterdam. De 1907 a 1921 y de 1933 a 1939 fue miembro de la Cámara de Representantes de los Estados Generales (cámara baja del parlamento). Fue también ministro de finanzas en tres períodos (1921-1923, 1929-1933 y 1939-1940) y ministro del interior entre 1925 y 1926.

### Segunda Guerra Mundial
Su segundo mandato como primer ministro lo finalizó en Londres, debido a la ocupación alemana de los Países Bajos en mayo de 1940.
Cuando abogó por negociar una paz separada entre los Países Bajos y el Tercer Reich, dañó al gobierno neerlandés y la moral neerlandesa al declarar abiertamente que la guerra nunca podría ganarse. Finalmente, fue destituido de su cargo por instigación de la reina Guillermina y reemplazado por Pieter Sjoerds Gerbrandy.
Más tarde, fue enviado en una misión a las Indias Orientales Neerlandesas, actual Indonesia. Nunca llegó allí, ya que en una parada en Portugal, se fue y regresó vía Berlín para ver a su esposa enferma y al resto de su familia en los Países Bajos con el permiso de los alemanes. Esto enfureció a la reina Guillermina, quien lo llamó traidor y desertor de la causa neerlandesa. Más tarde, escribió un controvertido folleto con «instrucciones» para la gente sobre cómo cooperar con los alemanes. «Con este folleto —declaró el gobierno neerlandés en el exilio en una transmisión radial— el escritor ha traicionado a la gente de los Países Bajos, sin importar lo que le suceda personalmente». Guillermina le advirtió que si continuaba publicando ello, lo haría ser juzgado después de la finalizar la guerra.
Con el permiso de los nazis, continuó con la publicación. Después de la guerra fue debidamente acusado y llevado a juicio. Fue declarado culpable y despojado de todos sus títulos honoríficos. El Tribunal de Apelación confirmó la sentencia de un año de cárcel por alta traición en tiempo de guerra, con tres años de libertad condicional, pero rechazó la multa de 20 000 florines y su privación del título de Ministro de Estado.